# Tjark Petzoldt
Tjark Petzoldt (Paramaribo, 23 maart 1923 - Amsterdam, 17 juli 1999) was een Surinaams schrijver en fervent liefhebber van de natuur van Suriname. Hij was een van Surinamers die zich (net als Anton de Kom) in Nederland bevonden tijdens de Tweede Wereldoorlog. Het gezin waaronder zijn broers en zusters woonden lange tijd in Amsterdam. Na de Tweede Wereldoorlog keerde hij terug naar de plaats waar hij van hield; Suriname. Daar presenteerde hij op de radio programma's over 'zijn' Surinaamse natuur. In 1972 gaf hij vorm aan een uitgave van Schakels, een door het kabinet voor Surinaamse en Nederlands-Antilliaanse zaken gesubsidieerd blad, over de natuurbescherming in Suriname (Jaargang 1972, S 78)
Hij publiceerde in 1945 in Amsterdam het boek Suriname, het vergeten land onder het pseudoniem Tj. Arkieman. Dit pseudoniem kwam voort uit de koosnaam die zijn vader hem gaf: "Tjarkieman". 
In Suriname genoot Petzoldt vooral bekendheid als nieuwslezer van het half acht journaal op de nationale zender (STVS).